# Nicolas Liez (artiste)
Pour les articles homonymes, voir Nicolas Liez.
Nicolas Liez, né à Neufchâteau (Vosges) le 14 octobre 1809 et mort le 30 août 1892 à Dresde en Allemagne, est un peintre, dessinateur et lithographe luxembourgeois.
Il est principalement connu pour ses lithographies illustrant le Grand-Duché ainsi que pour ses peintures à l'huile de la ville de Luxembourg.

## Biographie
Le père de Nicolas, Jean-Joseph Liez, est un cordonnier originaire de Neufchâteau, dans le département français des Vosges. Il est appelé à la garnison française de la ville de Luxembourg, puis retourne en France, où il se marie avec Marie Weber, une Luxembourgeoise, en 1799. Nicolas naît le 14 octobre 1809 à Neufchâteau. En 1812, alors que Nicolas a trois ans, sa famille déménage au Luxembourg, où le père obtient la nationalité luxembourgeoise. Nicolas effectue sa scolarité dans une école locale. Dès l'âge de seize ans, il étudie le dessin avec le professeur Jean-Baptiste Fresez à l'École de Dessin, où il est récompensé d'une médaille d'argent en 1827. Il continue ses études à Charleroi et à Mons en Belgique, où il apprend l'art de la lithographie. Jean-François Boch, le directeur de la faïencerie Boch, remarque Nicolas Liez et l'embauche en tant que graveur à partir de 1837, puis il l'envoie en 1840 à Paris afin qu'il apprenne la technique de l'aquarelle auprès du peintre de paysages Hubert. Liez quitte la faïencerie en 1851 et ouvre son propre atelier à la Rue du Piquet. Quatre ans plus tard, en 1855, il devient professeur agrégé de dessin, de physique et de chimie. Après son mariage avec Anne Withs en 1857, il cède son atelier à un de ses élèves.

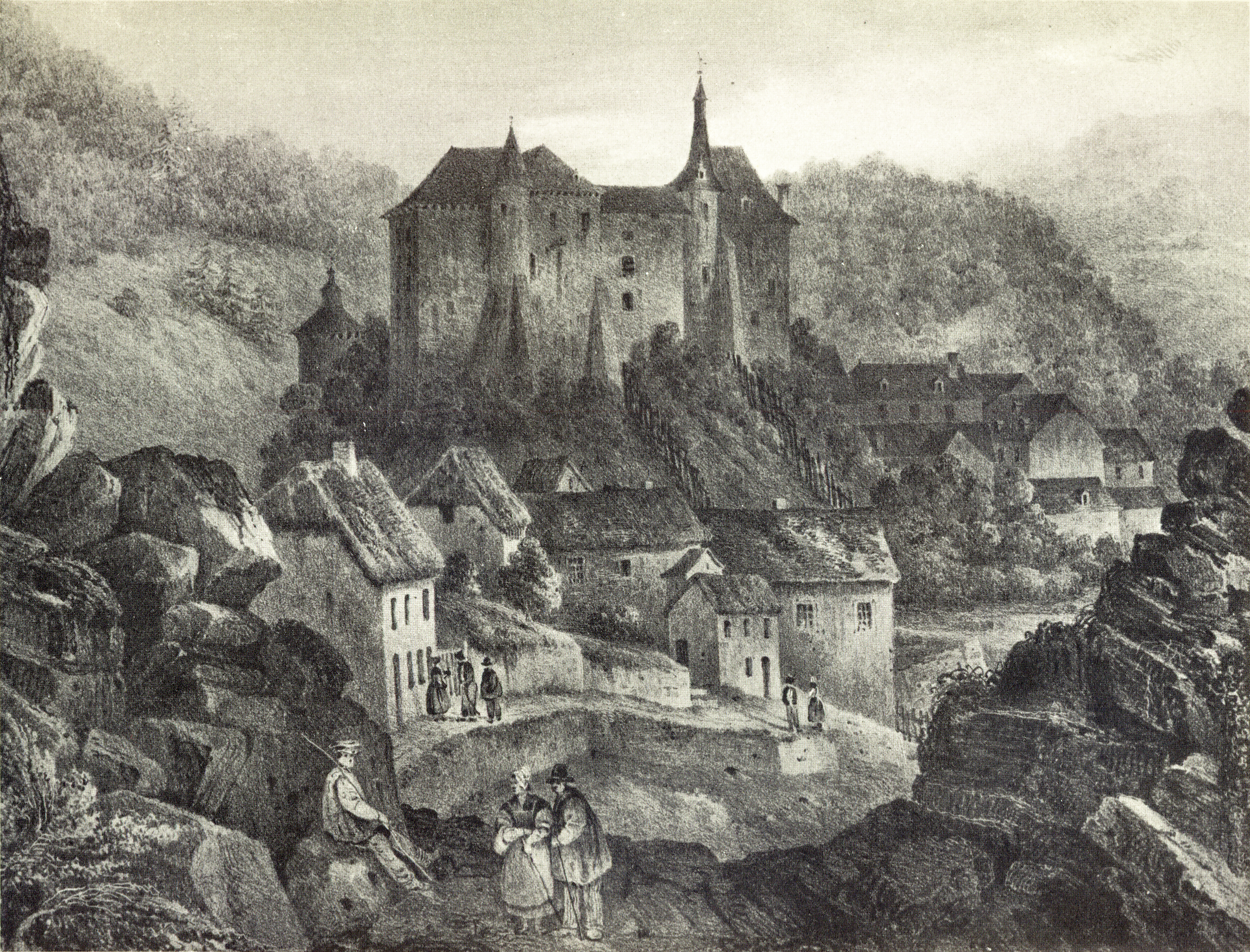
Vue de Clervaux, lithographie (1834).

Nicolas Liez est ensuite embauché dans l'usine de poterie Villeroy et Boch à Luxembourg-Ville, où il décore de la porcelaine avec des scènes qu'il illustre sur ses lithographies. En 1860, il achète sa propre usine de porcelaine à Audun-le-Tiche, mais celle-ci fait faillite et Liez est obligé de la revendre. En 1870, Liez quitte le Luxembourg et s'installe à Dresde, en Allemagne, où il devient directeur artistique à l'usine Villeroy et Boch.
Au cours de sa vie, malgré sa grande polyvalence, Liez n'arrive pas à vivre de ses œuvres. Bien qu'il travaille en tant que peintre, lithographe, sculpteur et décorateur, il enseigne, même le dimanche à ceux qui travaillent la semaine. Il rénove également des façades et sculpte des monuments et des pierres tombales. Liez est également renommé pour sa contribution à l'émergence de la photographie au Luxembourg.
Père de quatre enfants, il meurt à Dresde le 30 août 1892,. Il est le grand-père de l'auteur et journaliste Nicolas Liez (lb) (1864–1961).

## Œuvres
Contrairement à son enseignant Fresez, Liez ne maîtrise pas la technique du portrait, mais se fait tout de même connaître grâce à ses peintures. Dans ses œuvres, il illustre la Mort de John l'Aveugle, mais peint également des paysages, des fleurs, des chemins de croix, ou encore des chevaux dans leur étable. Il peint également des paysages du Luxembourg, des Ardennes françaises et des alentours de Dresde. Son œuvre la plus connue montre la ville de Luxembourg vue depuis le Fetschenhof ; elle a été peinte et lithographiée en 1870, alors que la démolition de la forteresse de Luxembourg débutait. Bien que le peintre ait volontairement amplifié la hauteur des falaises et du pont ferroviaire afin de mettre en valeur les fortifications, la peinture est une bonne représentation de l'aspect qu'avait la ville à l'époque.
Sa collection de lithographies publiée dans son Voyage pittoresque à travers le Grand Duché de Luxembourg (1834) est considérée comme l'une de ses œuvres les plus réussies.

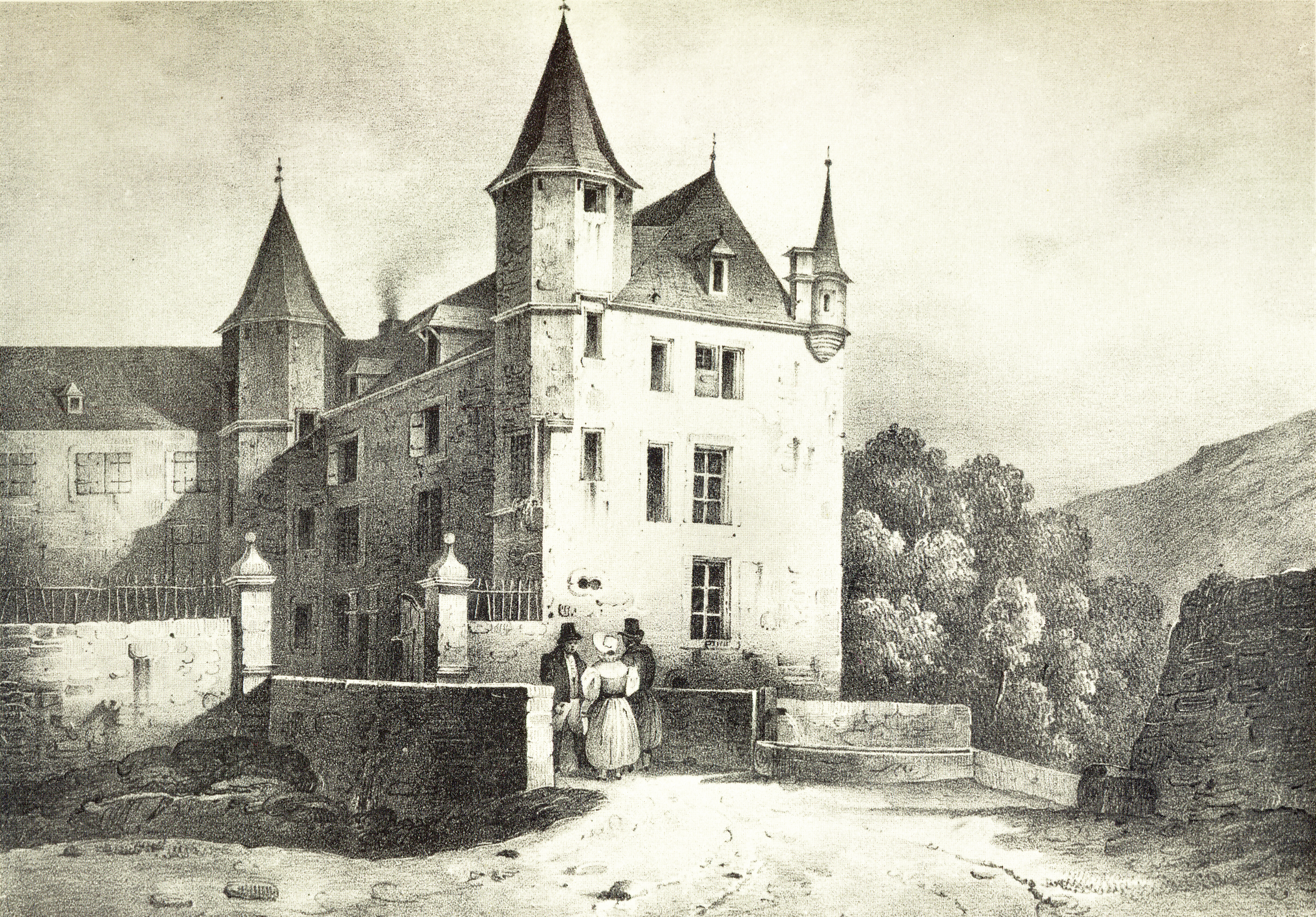
Château de Differdange
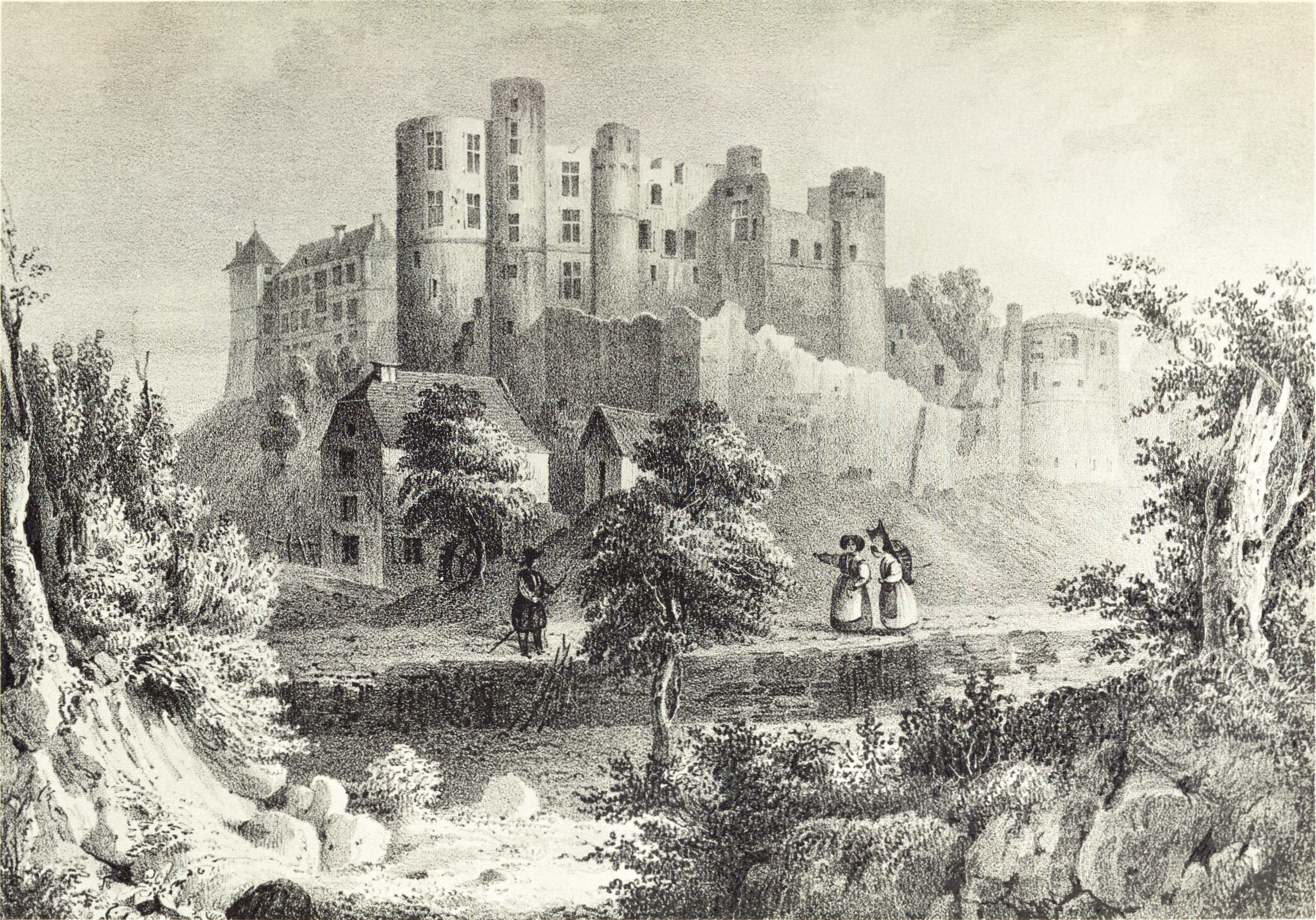
Château de Befort
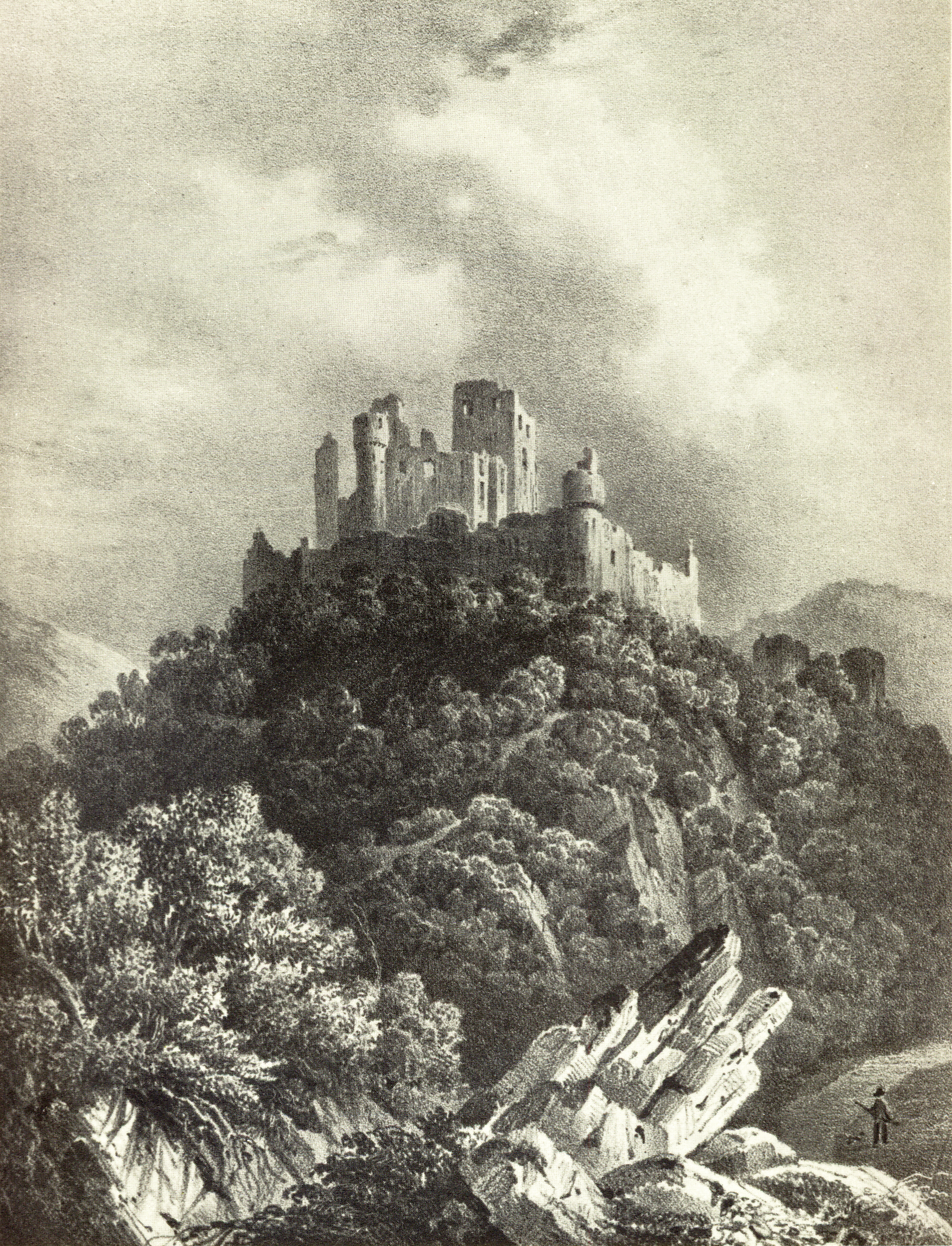
Château de Buerschent